# Posadas Airport
Posadas Airport är en flygplats i Argentina.   Den ligger i provinsen Misiones, i den nordöstra delen av landet, 800 km norr om huvudstaden Buenos Aires. Posadas Airport ligger 131 meter över havet.
Terrängen runt Posadas Airport är platt. Runt Posadas Airport är det ganska tätbefolkat, med 185 invånare per kvadratkilometer.. Närmaste större samhälle är Posadas, 7,6 km öster om Posadas Airport.
Omgivningarna runt Posadas Airport är huvudsakligen savann.